# Réserve écologique de Lac-à-la-Tortue
Die Réserve écologique de Lac-à-la-Tortue ist ein ökologisches Schutzgebiet im Süden der kanadischen Provinz Québec in Shawinigan.
Es liegt auf dem Gebiet der seit 2002 von der Stadt Shawinigan eingegliederten Gemeinden Lac-à-la-Tortue und Shawinigan-Sud, 6 km südlich von Grand-Mère. Das Schutzgebiet wurde im Jahr 1992 auf einer Fläche von 565,69 ha eingerichtet.

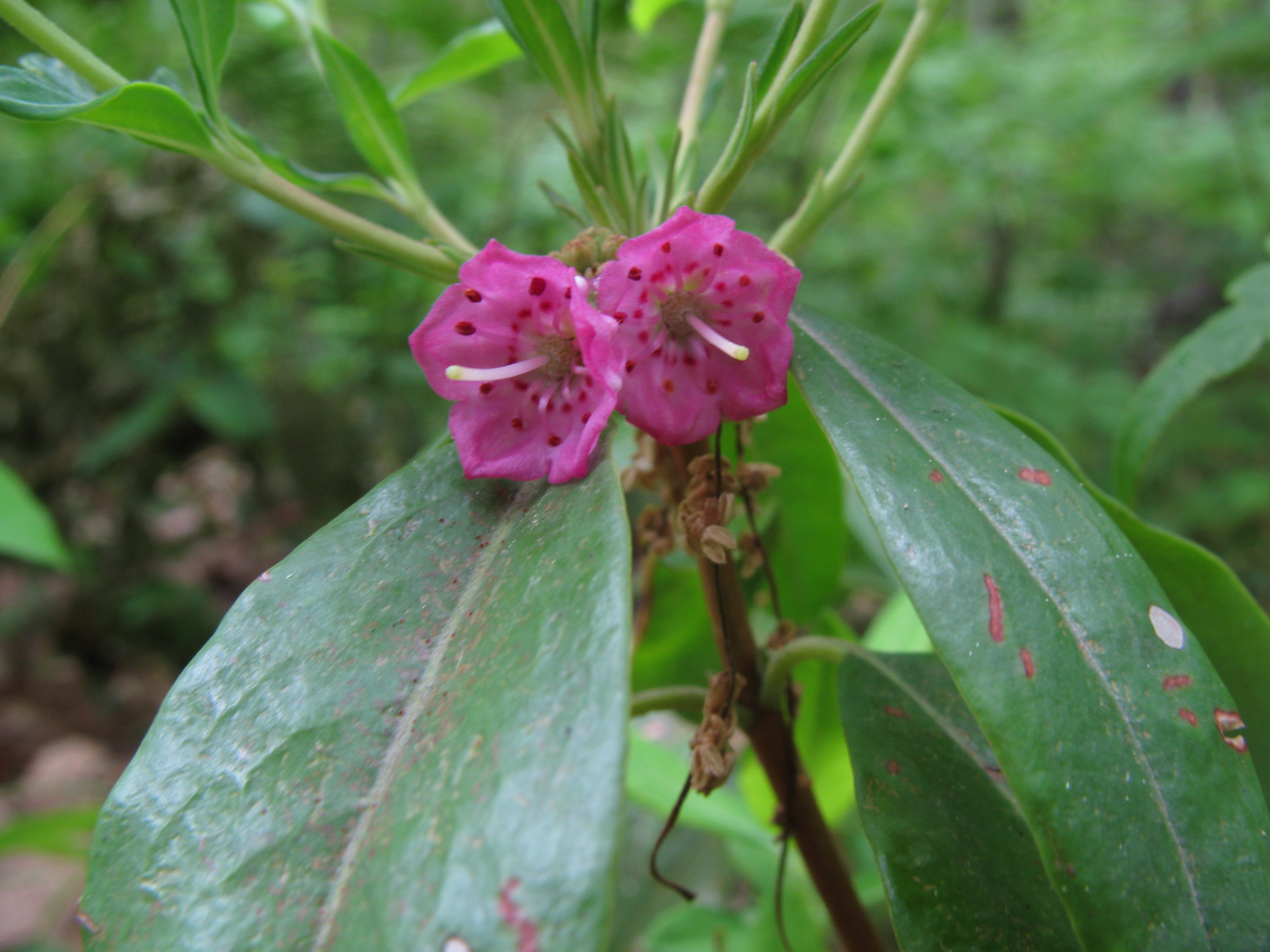
Kalmia angustifolia aus der Gattung der Lorbeerrosen

Es schützt und repräsentiert eine im Französischen „tourbière ombrotrophe“, im Englischen „bog“ genannte Moorform, das Hochmoor. Der östliche Abschnitt der Moorlandschaft erstreckt sich über 11 km zwischen dem Lac à la Tortue und dem Lac Troptôtchaud, während sich der zweite Abschnitt vom Troptôtchaud bis Saint-Mathieu Richtung Nordwesten erstreckt. Das Schutzgebiet umfasst nur einen Teil des westlichen Abschnitts. In dessen Kernbereich befinden sich zahlreiche Tümpel. So entstanden zwei Hochmoorformen, nämlich die um einen dieser kleinen bis sehr kleinen Seen, und die ohne solche Gewässer.
Dort wo keine Tümpel bestehen breitet sich strauchartige Vegetation aus, die vor allem von Heidekrautgewächsen und Torfmoosen (franz.: sphaignes) geprägt ist. Hinzu kommen Gebiete, die von Seggen besetzt und hier und da von offenen Waldgebieten geprägt sind, wo etwa die Ostamerikanische Lärche gedeiht, sowie die Grau-Birke.
Dort wo Tümpel bestehen, die im Schnitt mehr als 2 m tief sind, gedeihen Schwarzfichte, Lärche sowie Kalmia angustifolia aus der Gattung der Lorbeerrosen (Kalmia), Torfgränke (Chamaedaphne calyculata). Besonders an den Ufern der kleinen Seen stehen zahlreiche Krautige Pflanzen.
Gefährdeten oder bedrohten Pflanzen bieten die Moore ein Refugium: Platanthera blephariglottis aus der Gattung der Waldhyazinthen, Xyris montana aus der Familie der Xyridaceae oder Utricularia geminiscapa aus der Gattung der Wasserschläuche.